# Кокуй-Комогорцево
Коку́й-Комого́рцево (рос. Кокуй-Комогорцево) — село у складі Шилкинського району Забайкальського краю, Росія. Входить до складу Богом'ягковського сільського поселення.

## Населення
Населення — 125 осіб (2010; 178 у 2002).
Національний склад (станом на 2002 рік):
- росіяни — 93 %